# Друштвена појава
Друштвена појава је најопштији социолошки појам који се односи на све оно што је друштвено. Друштвена појава се може дефинисати као свако деловање и понашање појединаца или група које је непосредно или посредно повезано са деловањем и понашањем других појединаца и група. Друштвена појава настаје као резултат друштвеног понашања појединаца који се налазе у међусобној интеракцији. Овај појам се подједнако односи на друштвено деловање, друштвене односе, друштвене процесе и колективне друштвене творевине.